# Brasão de armas do Iraque
O brasão de armas do Iraque contém a águia dourada de Saladino associada ao pan-arabismo do século XX, com um escudo da bandeira iraquiana, e segurando um pergaminho com as suas garras contendo as palavras الجمهورية العراقية (em árabe: al - Jumhuriya al-Iraqiya ou República Iraquiana).
O Brasão de armas em 1965, não tinha a escrita cúfica entre as estrelas da bandeira e foi colocado verticalmente. Esta versão permaneceu em uso até ser substituída pela atual versão, em 2004. Continua controvérsia sobre a bandeira do Iraque resultante do governo interino, que adota uma bandeira sem retirado as estrelas, mas mantendo a escrita cúfica.